# Empire Burlesque
Empire Burlesque is het 23e studioalbum van Bob Dylan, uitgebracht op 10 juni 1985 op Columbia Records. Dylan gebruikte een ongebruikelijk lange tijd voor het definitieve album, werkte in meerdere studio's en riep de hulp in van 28 sessiemuzikanten. Achtergrond was de behoefte om het album modern te laten klinken, meer pop dan zijn gospelachtige voorgangers. In plaats van verwijzingen naar de bijbel zocht Dylan inspiratie in de filmwereld. Zo leunde "Tight Connection to My Heart (Has Anybody Seen My Love)" op dialogen van Humphrey Bogart uit de films Sirocco en The Maltese Falcon.   

## Productie
Dylan begon aan het album na zijn Europese tour, waarin met ervaren rockartiesten vooral bekende nummers gespeeld werden. Deze trend wilde hij met een populaire rocksound op het nieuwe album voortzetten.
De opnamen voor het album begonnen al op 24 juli 1984 in de Intergalactic Studio in New York met een improvisatiesessie met Al Green en een aantal muzikanten uit Memphis. Daarna werden in 5 verschillende studio's een 40-tal opname- en overdubsessies gehouden, waarna Dylan Arthur Baker vroeg om een aantal opnamen te remixen. Met Baker, die succes had gekregen met o.a. Girls Just Want to Have Fun door Cyndi Lauper, nam hij twee nummers opnieuw op, "When the Night Comes Falling from the Sky", dat Dylan al eerder opgenomen had met de E Street Band, maar te Springsteenachtig vond klinken en het akoestische "Dark Eyes".
- De sessie met Ron Wood, Anton Fig en John Paris vond plaats in de Delta Sound Studio in New York op 26 juli, waar "Clean Cut Kid" opgenomen werd.
- Met Don Heffington begon Dylan begin december op te nemen in de Cherokee Studios in Hollywood met een vervolg op 14 december met Mike Campbell and Howie Epstein.
- Op 20 februari 1985 werd in New York in de Power Station Studio "Never Gonna Be the Same Again" opgenomen met Sly & Robbie als ritmesectie en samenzang van Dylan en Carole Dennis.
- Op 23 februari werd ook in New York vervolgd met de opname van "When the Night Comes Falling from the Sky", met als extra gitarist Al Kooper.
- "Tight Connection to My Heart (Has Anybody Seen My Love)" met Mick Taylor op gitaar was al eerder opgenomen voor het album Infidels, maar nu met enigszins gewijzigde teksten opnieuw ingezongen.
- Op 3 maart vond de laatste opnamesessie plaats met de opname van "Dark Eyes", met alleen Dylan zichzelf begeleidend op gitaar en mondharmonica.

## Nummers
Alle muziek en teksten zijn geschreven door Bob Dylan. 
| 1.                 | Tight Connection to My Heart (Has Anybody Seen My Love) | 5:22 |
| 2.                 | Seeing the Real You at Last                             | 4:21 |
| 3.                 | I'll Remember You                                       | 4:14 |
| 4.                 | Clean Cut Kid                                           | 4:17 |
| 5.                 | Never Gonna Be the Same Again                           | 3:11 |
| Totale duur: 21:25 |                                                         |      |

| 1.                 | Trust Yourself                            | 3:29 |
| 2.                 | Emotionally Yours                         | 4:30 |
| 3.                 | When the Night Comes Falling from the Sky | 7:30 |
| 4.                 | Something's Burning, Baby                 | 4:54 |
| 5.                 | Dark Eyes                                 | 5:07 |
| Totale duur: 25:30 |                                           |      |

## Musici
- Bob Dylan – vocals, guitar (A2,A4,B1,B3,B5), keyboards (A1,A5), piano (A3,B2), mondharmonica (A4,B5)
- Peggi Blu – achtergrondzang (A1,A4,A5)
- Debra Byrd– achtergrondzang (A5,B1)
- Mike Campbell – guitar (A2,A3,B2,B3)
- Chops– hoorn (A2)
- Alan Clark – synthesizer (A5)
- Carolyn Dennis – achtergrondzang (A1,A4,A5,B2)
- Sly Dunbar – drums (A1,A5,B3)
- Howie Epstein – basgitaar (A3,B2)
- Anton Fig – drums (A4)
- Bob Glaub – basgitaar (A2)
- Don Heffington – drums (A2,B4)
- Ira Ingber – gitaar (B4)
- Bashiri Johnson – percussie (A2,B2,B3)
- Jim Keltner – drums (A3,B2,B3)
- Stuart Kimball – gitaar (B3)
- Al Kooper – slaggitaar (B3)
- Queen Esther Marrow – achtergrondzang (A1,A4,A5,B1)
- Sid McGinnis – gitaar (A5)
- Vince Melamed – synthesizer (B4)
- John Paris – basgitaar (A4)
- Ted Perlman – gitaar (A1)
- Madelyn Quebec – zang (A3,B1,B3,B4)
- Richard Scher – synthesizer (A1,A5,B3,B4), synth hoorn (B2)
- Mick Taylor – gitaar (A1)
- Robbie Shakespeare – basgitaar (A1,A5,B1,B3,B4)
- Benmont Tench – keyboards (A2,B1), piano (A4), Hammond orgel (B2)
- Urban Blight – hoorn (B3)
- David Watson – saxofoon (A2)
- Ron Wood – gitaar (A4)

## Hitnoteringen
Het album bereikte nummer 33 op de Billboard 200, nummer 11 op de UK Albums Chart en nummer 14 in Nederland.

## Kritiek
Het album werd over het algemeen positief beoordeeld, met name de songs, over de productie was niet iedereen tevreden. Dylan zelf was ingenomen met het resultaat.
- MusicBrainz release group: a90b32b2-c84d-35ad-bab3-07e6799cde5b